# كاساتا
كَسَاتة (بالإيطالية: Cassata)‏ أو كَسَاتة الصِّقِليَّة (بالإيطالية: Cassata siciliana)‏ هي حلوى تقليدية من منطقة باليرمو في صقلية في إيطاليا. قد تشير كَسَاتة أيضاً إلى مثلجات من نابولي تحتوي فاكهة مجففة أو محلاة أو مكسرات.